# Aeroporto di Ciudad del Este
L'Aeroporto Internazionale Guaraní (in spagnolo: Aeropuerto Internacional Guaraní) serve Ciudad del Este, la seconda città del Paraguay per numero d'abitanti, e la sua area metropolitana. Situato nella cittadina di Minga Guazú, è uno dei due aeroporti internazionali del paese sudamericano.

## Storia
Fu inaugurato il 20 agosto 1993 e andò a rimpiazzare il vecchio aeroporto Alejo García, ormai inglobato nel tessuto urbano di Ciudad del Este.